# Азербайджанская ящерица
Азербайджа́нская я́щерица (лат. Darevskia raddei) — сравнительно небольшая ящерица, относящаяся к роду даревскии, или скальные ящерицы.

## Внешний вид

### Характеристика
Длина тела ящерицы — 76 мм, хвост в два раза длиннее. Её голова заметно уплощена. Воротник ящерицы слегка зазубрен. Чешуя туловища гладкая и умеренно выпуклая. По средней линии горла имеется от 20 до 29 чешуй. Вокруг середины тела у ящерицы имеется от 48 до 62 чешуек. Чешуя с верхней стороны голени по величине не превышает спинную.

### Окраска
Верхняя сторона тела ящерицы имеет светло-коричневую, темно-бежевую, песочную или темно-бурую до почти черной окраски. Спинная полоса образована занимающими всю ширину спины и образующими сетчатый узор многочисленными темными пятнами (иногда сгруппированными в два параллельных ряда). Продольные полосы на боках тела слагаются из 3 — 4-х рядов более или менее выраженных тёмных кружков с беловатыми центрами. Нижняя сторона тела ящерицы имеет беловатую, голубоватую или зелёную окраску. У самцов в период размножения большинство глазков на боках приобретают светло-синюю или фиолетовую окраску.

## Образ жизни

### Питание
В рацион ящерицы входят: жуки, перепончатокрылые, двукрылые, бабочки, другие насекомые, а также пауки, многоножки, моллюски и дождевые черви.

### Размножение
Самки ящериц начинают откладывать яйца в середине июня — начале июля, в горах откладка яиц начинается в середине июля — начале августа. Самки откладывают от 2 до 5 яиц. Инкубационный период длится около 55 дней. Детёныши появляются на свет в конце июля — начале сентября. Длина детёнышей составляет от 24 до 27 мм.

## Ареал
Азербайджанская ящерица широко распространена в горах Малого Кавказа на территории Армении и Азербайджана и изолированно проживает в верхнем течении реки Куры в южной Грузии. Эта ящерица встречается и за пределами Кавказа на северо-востоке Турции и в северо-западном Иране. Как и многие скальные ящерицы, она встречается на каменистых берегах горных речек, различного рода обнажениях твердых материнских пород, среди нагромождений крупных обломков камней и каменистых россыпей, в зоне горных лесов. В зависимости от высоты обитания ящерица активна с конца февраля или начала марта по сентябрь или начало ноября. В благоприятных условиях численность ящериц достигает от 40 до 60 особей на 1 км маршрута.

## Систематика вида
Образует как минимум три подвидовые формы, из которых две встречаются в Закавказье:
1. Lacerta raddei raddei Boettger, 1892 — предгорья хребтов Малого Кавказа в Армении и весь горный Азербайджан (за исключением южных склонов Главного Кавказского хребта).
2. Lacerta raddei nairensis Darevsky, 1967 — центральная и западная Армения и ущелье верхнего течения реки Куры в южной Грузии.